# Brarha
Brarha (franska: Brarha (CR), Brarha (Commune Rurale), arabiska: بني افتح) är en kommun i Marocko.   Den ligger i provinsen Taza och regionen Fès-Meknès, i den nordöstra delen av landet, 230 km öster om huvudstaden Rabat. Antalet invånare är 9 065.